# Ringelis

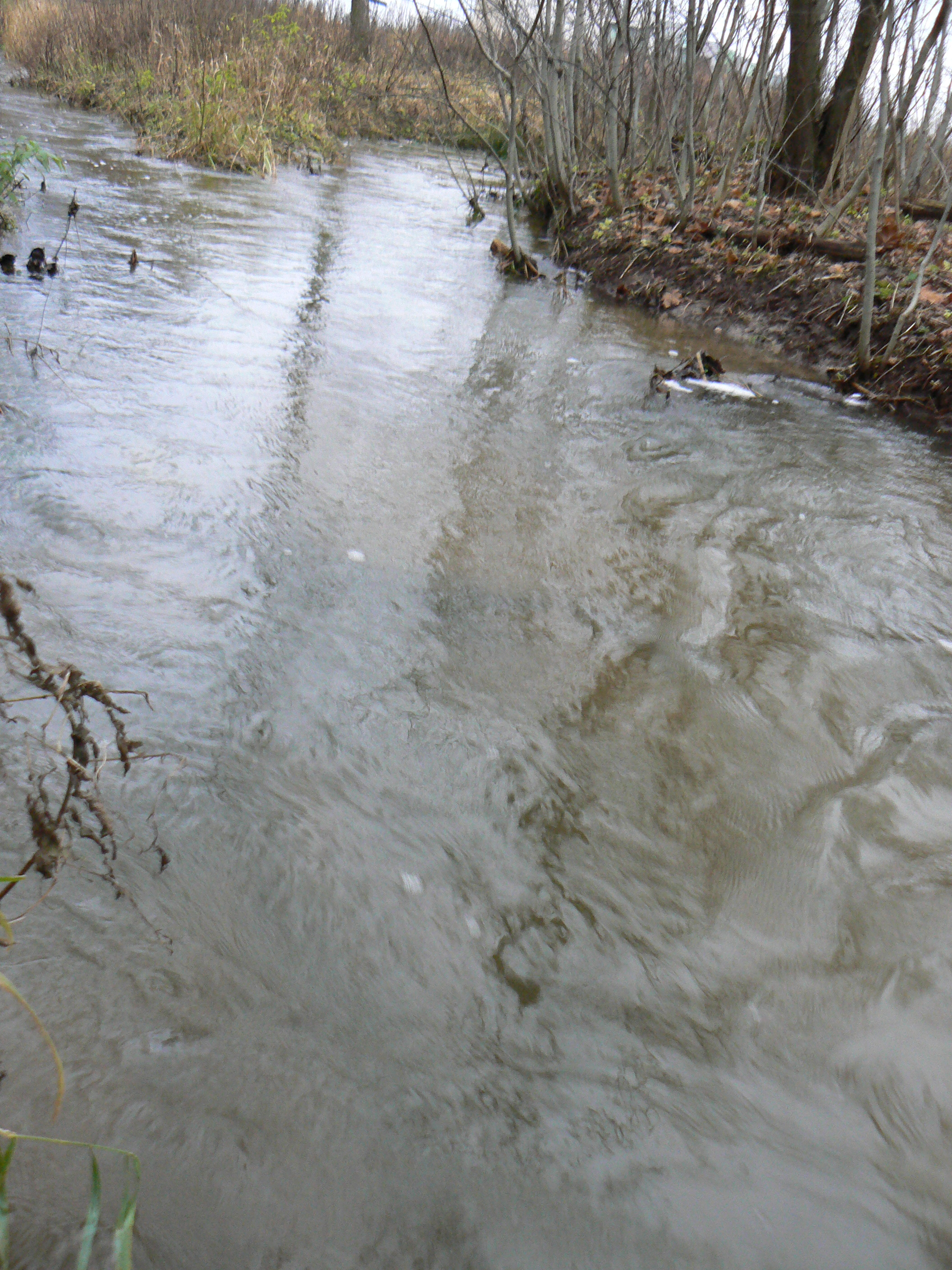
Soutok Žvejonė s Ringelisem v klaipėdské čtvrti Žaliasis slėnis

Ringelis je potok na západě Litvy (Klaipėdský kraj), v Malé Litvě, v okresech Klaipėda (okresní město Gargždai) a městský okres Klaipėda. Je dlouhý 6,3 km. Povodí má rozlohu 15,0 km². Pramení u vsi Trušeliai, 8 km severovýchodně od Klaipėdy. Teče zpočátku směrem jihozápadním, těsně před dálnicí A13/E272, se kterou se křižuje, se stáčí k severozápadu, přibírá pravý přítok Žvejonė a mezi čtvrtěmi Tauras a Žaliasis slėnis teče západojihozápadně pod asi 20 m vysokým strmým svahem, nad kterým se rozkládá čtvrť Tauras. Dolní tok a soutok s řekou Danė je dosti bažinatý, což podporují i bobří hráze. Do Danė se vlévá jako její levý přítok 12,3 km od jejího ústí.

## Přítoky
- Levý: Žvejonė (vlévá se 0,8 km od ústí, hydrologické pořadí: 20010670, délka: 5,0 km, plocha povodí: 5,8 km²; jiný název: Ringela)
- Další málo významné přítoky: jeden levý a jeden pravý.